# Yosuke Muraki-Iwata
Yosuke Muraki-Iwata (村木-岩田洋介?, Muraki-Iwata Yosuke; 19 gennaio 1960) è un ex sollevatore giapponese che ha gareggiato nella categoria dei pesi piuma (fino a 60 kg.). 
Ha partecipato a tre edizioni dei Giochi Olimpici.

## Carriera
Muraki-Iwata prese parte alle Olimpiadi del 1984, 1988 e 1992. A Los Angeles 1984, che valevano anche come campionati mondiali, si classificò al 5º posto finale con 267,5 kg. nel totale, a Seul 1988 si piazzò ancora al 5º posto finale con 277,5 kg. nel totale e a Barcellona 1992 concluse la gara all'11º posto finale con 270 kg. nel totale.
Nel 1986 vinse la medaglia d'argento ai Giochi Asiatici di Seul, terminando dietro al cinese Lai Runming.